# Gary Haugen
Gary A. Haugen (* 1963 oder 1964) ist Gründer, ehemaliger Präsident und Chief Executive Officer (CEO) von International Justice Mission, einer internationalen Menschenrechtsorganisation, die sich weltweit für die Rechte der Opfer von Sklaverei, Menschenhandel, Zwangsprostitution und anderen Formen gewaltsamer Unterdrückung einsetzt.

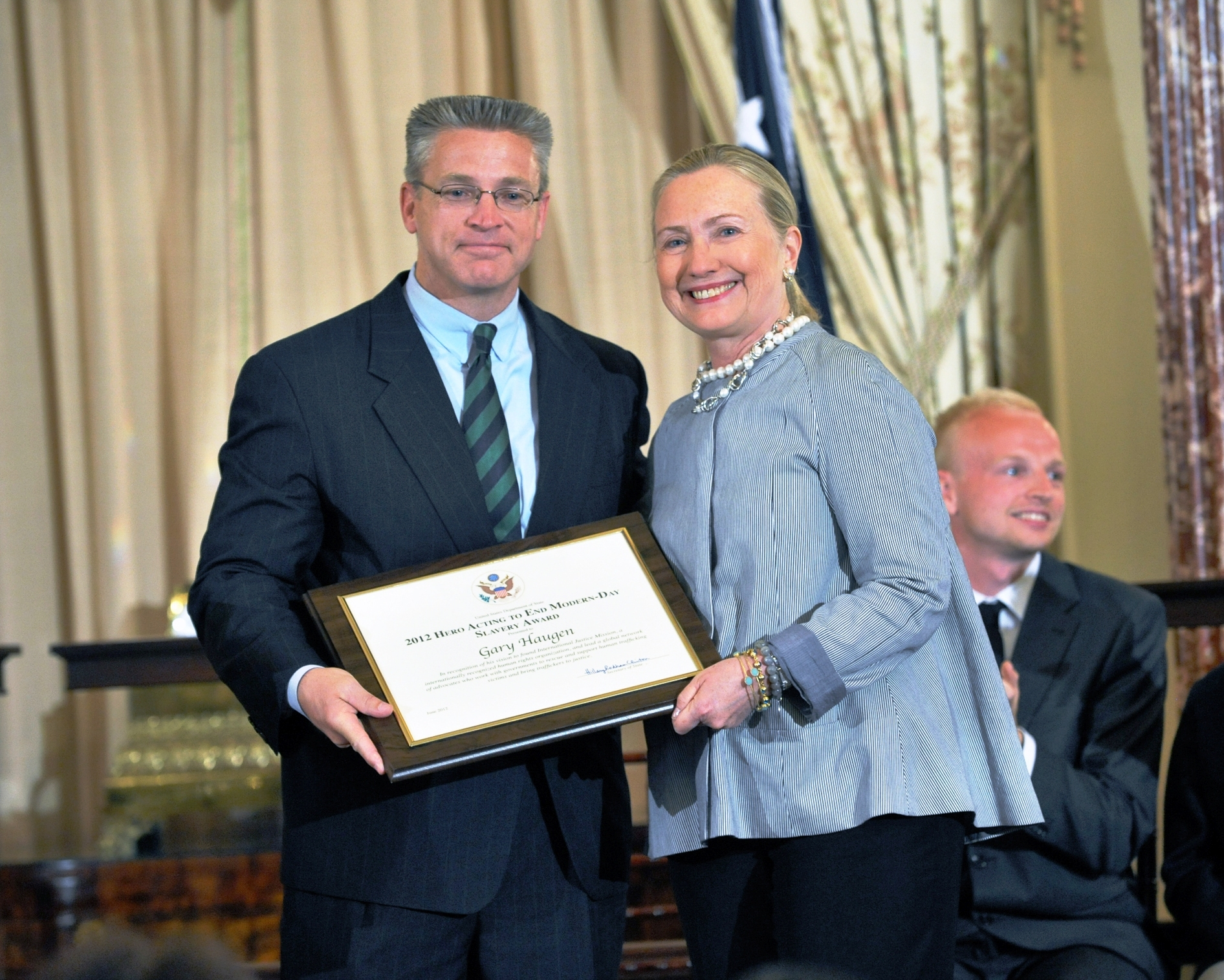
Gary Haugen mit Hillary Clinton bei der Verleihung des Trafficking In Persons Report Hero Award 2012

## Leben
Haugen wuchs als jüngstes von sechs Kindern in Sacramento auf. Bereits in der Grundschule wollte er Anwalt werden und interessierte sich, beeinflusst durch die Biografie von Martin Luther King, für die amerikanische Bürgerrechtsbewegung. Im Jahr 1981 begann er ein Studium in Social Studies in Harvard, das er mit einem B.A. abschloss. Nach einem Aufenthalt in Südafrika, während dessen er als Praktikant bei der National Initiative for Reconciliation arbeitete, einem Netzwerk von Christen, christlichen Gemeinden und Organisationen zur Beendigung der Apartheid, ging er 1986 zurück in die USA, um an der Universität von Chicago Jura zu studieren. Dort erlangte er den Juris Doctor.
Nach verschiedenen Tätigkeiten unter anderem beim Justizministerium ernannten ihn die Vereinten Nationen zum Chefermittler für den Völkermord in Ruanda. Unter dem Eindruck der Erlebnisse in Ruanda gründete er 1997 die Menschenrechtsorganisation International Justice Mission (IJM). Für seine Arbeit erhielt er 2007 den Prison Fellowship's annual William Wilberforce Award. 2012 verlieh ihm das Außenministerium der Vereinigten Staaten den Trafficking In Persons Report Hero Award, die höchste Auszeichnung des Ministeriums für den Kampf gegen den Menschenhandel.
Haugen ist evangelikaler Christ. Mit seiner Familie lebt er in der Nähe von Washington, D.C.

## Werke
- Gary A. Haugen: Freiheit für Linh. Brunnen-Verlag, Gießen 2009, ISBN 978-3-7655-1707-5.
- Gary A. Haugen: Mut. Brunnen-Verlag, Gießen 2010, ISBN 978-3-7655-1453-1.